# Kommissarin Lucas – Die sieben Gesichter der Furcht
Die sieben Gesichter der Furcht ist ein Film des ZDF, der Teil der Serie Kommissarin Lucas ist. Tim Trageser führte Regie bei dem 2012 ausgestrahlten Fernsehfilm. Ihr 16. Fall in Regensburg gestaltet sich für Kommissarin Lucas (Ulrike Kriener) äußerst mysteriös. Neben Maren Kroymann, Emily Cox, Jasmin Tabatabai und André Hennicke sind Bettina Redlich und Benedikt Hösl die Haupt-Gaststars dieser Folge. 

## Handlung
Als Kriminalhauptkommissarin Ellen Lucas mit dem Auto eine Landstraße passiert, steht urplötzlich eine junge Frau mitten auf der Fahrbahn. Lucas gelingt es im letzten Moment auszuweichen, wobei ihr Fahrzeug ins Trudeln gerät. Empört steigt sie aus, um die Frau zur Rede zu stellen. Diese reagiert überhaupt nicht und Lucas sieht beim Näherkommen, dass sie blutverschmiert und völlig geistesabwesend ist. Weder weiß sie, wer sie ist, noch, woher sie kommt. Sie stammelt nur immer wieder: „Ich hab ihn getötet.“
Obwohl Dienststellenleiter Boris Noethen meint, wenn es keine Leiche gebe, sei die Mordkommission auch nicht zuständig, geht Lucas ihren eigenen Weg, der sie nach Kastell führt, einen kleinen Ort in der Oberpfalz. Dort bekommt sie heraus, dass die schwer traumatisierte Frau, die nach wie vor in der Regensburger Klinik liegt, Jeanette Wilson heißt und im Ort als Lehrerin tätig war. Sie erfährt außerdem, dass der im Dorf ansässige Schreiner Sebastian Haffner seit einiger Zeit verschwunden ist. Befremdet bemerkt Lucas, dass dessen Frau Hetty nicht nur beschimpft, sondern regelrecht angefeindet wird und man sie offensichtlich weghaben will. Am Rand des Dorfes gibt es eine Opferstätte, den Druidenstein, um die ein seltsamer Kult betrieben wird. Es gibt einen Priester, der keiner ist, wie sich herausstellt, und das von Anna Stern betriebene Naturzentrum Crataegus e. V., das eine wichtige Rolle im Ort spielt und die Dorfgemeinschaft fest im Griff zu haben scheint.
Lucas erkundigt sich bei der Dorfärztin Gohar Ardeshir nach Sebastian Haffner und nach Jeanette Wilson. Nachdem Lucas die Praxis verlassen hat, wird ihr schwindlig und sie taumelt. Die Ärztin hat ihr ein Tuch mitgegeben, das angeblich Jeanette Wilson gehört und das sie präpariert zu haben scheint. Während eines Gesprächs mit Anna Stern, Schriftstellerin und Leiterin des Naturzentrums, wird Lucas erneut schwindlig. Im Krankenhaus erzählt Wilson, deren Erinnerung teilweise zurückgekommen ist, derweil Kommissariatsleiter Noethen, dass Anna Stern etwas ganz Besonderes und wie eine Mutter für sie gewesen sei. Ihre Bücher habe sie geradezu verschlungen. Eine Lehrerinnenstelle in Kastell sei überraschend frei geworden und sie habe sie übernommen und sei nach Kastell gezogen. Plötzlich sei sie eine von ihnen gewesen und habe sogar bei der Sonnwendfeier dabei sein dürfen.
Lucas trifft sich am Druidenstein mit Joschka Haffner. Von ihm erfährt sie, dass man die Vorgängerin von Jeanette Wilson weggeekelt habe, damit Jeanette die Stelle habe übernehmen können, und auch, dass sein Vater ein Verhältnis mit Jeanette gehabt habe. Er habe ihn außerdem darüber informiert, dass er Informationen über das Naturzentrum Stern in einem Buch notiert habe, das gut versteckt sei. Lucas bricht ganz unvermittelt zusammen und erwacht in der Arztpraxis Ardeshir, wo ihr die Ärztin suggeriert, dass Sebastian Haffner von Jeanette am Druidenstein erstochen worden sei. Er habe ihr nachgestellt, was ihre Erinnerung an eine Vergewaltigung vor zwei Jahren wieder wachgerufen und Ängste bei ihr geschürt habe. Gegenüber Anna Stern, in deren Anwesen man Lucas inzwischen gebracht hat, erwähnt die Kommissarin, die unter Drogeneinfluss steht, das besagte Buch, das man finden müsse, und auch, dass Joschka Haffner wisse, wo es sei.
Lucas ahnt inzwischen, dass man ihr Substanzen einflösst, die ihren Zustand verursachen. Sie trinkt einen Krug mit Salzwasser leer und flieht aus dem Anwesen von Anna Stern. Noethen, der sich Sorgen um Lucas gemacht hat, kommt ihr zusammen mit dem Kollegen Schiff zu Hilfe. Ein Arzt stellt fest, dass man die Kommissarin mit bewusstseinstrübenden und verändernden Mitteln außer Gefecht setzen wollte. Lucas will die Verhöre mit Stern und Ardeshir selbst führen und spielt die Frauen gegeneinander aus. Anna Stern erweist sich als harte Nuss, die Ärztin knickt ein und erzählt Lucas, dass Stern die Crataegus-Gruppe über alles gegangen sei, durch sie habe sie Erfolg, Macht und Einfluss gehabt. Sie habe Angst gehabt, dies alles zu verlieren. Nach der Sommersonnwendfeier sei alles den Bach runtergegangen, zuerst der tragische Tod von Edith Sommerhagen und dann Sebastian Haffner, der mit allen Mitteln die Gemeinschaft der Crataegus-Gruppe zerstören wollte. Die Liebe zwischen ihm und Jeanette habe Stern nicht ertragen können. Labil wie Jeanette sei, habe sie sich von Haffner zurückgezogen. Als dieser sie zur Rede gestellt habe, habe sie ihm alles erzählt, auch von den Umständen um Ediths Tod. Und Haffner habe dann alles aufgeschrieben. Überdies belegen Katasterauszüge und weitere Unterlagen, dass Anna Stern sich ein Grundstück nach dem anderen in Kastell angeeignet hat. Lucas meint gegenüber Stern, am Anfang sei Haffner ihr nur lästig gewesen, mit den Unterlagen in der Hinterhand aber zur Gefahr für sie geworden. An Stern prallt jedoch alles ab, sie meint, das alles müsse die Kommissarin ihr erst einmal beweisen.
Boris Noethen sucht unterdessen in Kastell verzweifelt nach Jeanette Wilson, die von dem angeblichen Priester Pater Eurasius, dem Bruder Anna Sterns, aus dem Krankenhaus entführt worden ist. Ein Tipp von Lucas bringt ihn auf die richtige Spur. Auch Joschka Haffner befindet sich in der Gewalt von Anna Sterns Bruder. Nachdem Noethen beide befreien konnte, erzählt Jeanette, was sich vor ihrem Auffinden auf der Landstraße abgespielt hat. Man habe Sebastian und sie zum Druidenstein gelockt, wo sie Sebastian habe erstechen sollen, was sie jedoch nicht gekonnt habe. Anna Stern und Gohar Ardeshir hätten dann auf den zuvor von Annas Bruder Betäubten eingestochen und ihn getötet. Sie sei unter Drogen gesetzt und manipuliert worden, Sebastians Mörderin zu sein. Seine Leiche habe man im See ohne Namen versenkt. Ihr sei es gelungen, wegzulaufen.

## Produktion, Veröffentlichung
Die sieben Gesichter der Furcht wurde in München gedreht und am 2. Juni 2012 zur Hauptsendezeit im ZDF erstausgestrahlt. Soundtrack des Films: Clash („Should I stay or should I go“).

## Rezeption

### Einschaltquote
4,7 Millionen Zuschauer schalteten den Krimi bei der Erstausstrahlung ein, was einen Marktanteil von 18,3 % ergab.

### Kritik
„Routinierter (Fernsehserien-)Krimi aus der bayerischen Provinz, in dem sich die Protagonistin mit vermeintlich übernatürlichen Kräften beschäftigen muss, die ihr scheinbar die Kräfte rauben.“

„Etwas überspannt, aber sehr spannend.“

Rainer Tittelbach von tittelbach.tv führte aus, Tim Trageser lasse in dieser Folge „die Heldin unvorbereitet ins mythengeschwängerte Messer laufen“, und warf die Frage auf, ob eine „Psycho-Mixtur aus Mythenzauber und Krimi(reihen)realismus überhaupft funktionieren“ könne. Das sei zwar einen Versuch wert. Jedoch sei dieser Versuch im Gegensatz zum Tatort: Das Dorf zu unentschlossen, „zu mutlos, zu wenig surreal“. Gelobt wurde die „gute Besetzung“ und „unspannend“ sei der Fall auch nicht. Im Detail sei die Geschichte jedoch „zu ungenau“, das „Bedrohungsszenario“ bleibe „insgesamt doch beliebig und zu unentschlossen – sowohl in seiner filmischen Umsetzung als auch in seiner Bedrohlichkeit“. Das Fazit lautete dann auch: „ein ehrenwerter Versuch, grandios gescheitert“.
Kino.de war der Ansicht, in seiner ersten Regiearbeit für die Kommissarin-Lucas-Reihe verlange Tim Trageser „der von Ulrike Kriener gespielten Hauptfigur einiges ab“. Trageser erzähle „eine Geschichte mit vielen Handlungssträngen und vielschichtigen Charakteren, verlier[e] aber zu keinem Zeitpunkt den Überblick“. Die Rede ist von einer  „straffe[n] Inszenierung, die temporeich“ beginne und sich sodann auf die „Aufklärung des komplizierten Mordfalls“ konzentriere. Der Film biete in  „handwerklicher Hinsicht […] einige sehr gelungene Parallelmontagen“; „der Spannungsbogen des Krimis“ werde „dezent, aber durchaus effektiv aufgebaut“. Zudem könne Trageser auf ein „starkes Darstellerensemble bauen“. Die Episoden-Hauptrollen seien mit „unter anderem Maren Kroymann […], Jasmin Tabatabai […] und André Hennicke […] ausgezeichnet besetzt“. Neben der „souverän aufspielenden Ulrike Kriener setz[e] zudem Thilo Prückner Akzente in seiner kleinen, aber feinen Nebenrolle als Vermieter Max“.